# Raya Martin
 (octobre 2016).
Raya Martin est un cinéaste philippin né en 1984 à Manille.

## Biographie
Il est diplômé en réalisation du Film Institute de l'université des Philippines. Il a réalisé son premier long-métrage en 2004, intitulé Bakasyo. Il présente son troisième long métrage A Short Film about the Indio Nacional en 2006 au Festival des trois continents à Nantes. Ce film, sorti dans les salles en France en 2008, fait partie de la liste des 10 meilleurs films de 2008 des Cahiers du cinéma. Il tourne par la suite les films Manila et Independencia, tous deux présentés au Festival de Cannes en 2009, respectivement en séances spéciales (hors compétition) et dans la section Un certain regard.

## Filmographie partielle
- 2005 : A Short Film about the Indio Nacional
- 2009 : Independencia

### Bibliographe
- Estelle Dalleu, « Raya Martin, une trilogie philippine de l’autre », dans Nathalie Bittinger (dir.), Les cinémas d’Asie : Nouveaux regard, Presses universitaires de Strasbourg, 2016 (ISBN 9791034404704, lire en ligne), p. 181-191